# Шведско-француски период тридесетогодишњег рата
Шведско-француски период (1635-1648) је последња, четврта фаза тридесетогодишњег рата. Почела је интервенцијом католичке Француске на страни протестаната, против Хабсбуршке монархије и Шпаније. Завршена је Вестфалским миром, 24. октобра 1648, поразом Хабсбурга и распарчавањем Светог римског царства, док су Француска и Шведска припојиле Алзас и Померанију.

## Позадина
За Француску је пораз Швеђана код Нердлингена (1634) био велика опомена. Ришеље је схватио да даље оклевање од непосредног оружаног ангажовања у тридесетогодишњем рату може Француску довести у ситуацију да остане усамљена у борби против хабсбуршке коалиције. Француска и Шведска потписале су 28. априла 1635. нови уговор о заједничком рату против хабсбуршке коалиције. Том уговору убрзо су пришле Холандија, Мантова, Савоја и Венеција. Француска је, у савезу са Холандијом, објавила 19. маја 1635. рат Шпанији. Вођа немачких протестаната, Бернхард Вајмарски, прихватио се обавезе да уз француску новчану помоћ прикупи око 18.000 људи. Ришеље је, поред тога, успео да испослује продужетак мира између Шведске и Пољске, и да тако обезбеди пуно ангажовање шведске војске на немачком ратишту.